# Antiphytum bornmuelleri
Antiphytum bornmuelleri là loài thực vật có hoa trong họ Mồ hôi. Loài này được Pilg. mô tả khoa học đầu tiên năm 1906.